# أو يا
أو يا (بالصينية: 欧亚) هو لاعب كرة قدم صيني في مركز حراسة المرمى، ولد في 14 فبراير 1986 في باودينغ في الصين. لعب مع نادي تيانجين تيدا وهيبي شينا فورشن.

## وصلات خارجية
- أو يا على موقع قاعدة بيانات كرة القدم.إي يو (الإنجليزية)
- أو يا على موقع Soccerway.com (الإنجليزية)